# Bodega Bay
Bodega Bay ist ein census-designated place (CDP) in Sonoma County im US-Bundesstaat Kalifornien mit 912 Einwohnern (Stand: 2020).

## Geografie
Der Ort befindet sich an der gleichnamigen seichten Bucht des Pazifischen Ozeans im Norden des Bundesstaats sowie etwa 85 Kilometer nordwestlich von San Francisco und 32 Kilometer südwestlich von Santa Rosa. Das Gebiet ist erdbebengefährdet, da sich unmittelbar vor der Küste unter Wasser  die San-Andreas-Verwerfung befindet.

## Geschichte
Der spanische Marineoffizier Juan Francisco de la Bodega y Quadra entdeckte die Bucht 1775; es lebten jedoch schon seit langem die Miwok- und Pomo-Indianer in dieser Region. Russische Pelzjäger errichteten 1809 einen ersten Stützpunkt, der sich ab 1812 zu einem wichtigen Ladehafen des etwa 30 km nördlich gelegenen russischen Handelspostens Fort Ross entwickelte und bis 1841 unterhalten wurde. Die Russen nannten die Örtlichkeit nach dem amtierenden russischen Außenminister und Reichskanzler Nikolai Petrowitsch Rumjanzew Rumjanzew-Bucht. Die verbliebenen Einwohner betrieben bis 1870 einen Hafen.
In Bodega Bay liegt das Meeresforschungsinstitut Bodega Marine Laboratory der University of California, Davis. Es erforscht die Meeres- und Küstenökosysteme Nordkaliforniens und gehört zur Bodega Marine Reserve und der Bodega Head State Marine Reserve, zwei Naturschutzgebiete des Bundesstaates Kalifornien, die im Rahmen des UC Natural Reserve System organisiert sind. Deshalb sind einige Bereiche der Küste nur eingeschränkt öffentlich zugänglich.
1953 fotografierte Anselm Adams die Kirche des Ortes mit der berühmten Aufnahme Church and Road.
Ende der 1950er Jahre wurde in der Bodega Bay ein Atomkraftwerk projektiert, an dem sich der weltweit erste erfolgreiche Anti-AKW-Protest entzündete.
Einer breiteren Öffentlichkeit bekannt wurde die Bucht als Drehort für Alfred Hitchcocks Spielfilm Die Vögel (1963). Das für Außenaufnahmen verwendete Schulgebäude befindet sich allerdings im etwa acht Kilometer landeinwärts gelegenen Ort Bodega. 1976 errichtete der Künstler Christo den fast 40 km langen Running Fence, ein Landart-Werk, das im Hinterland bei Valley Ford begann und bis an den Rand der Siedlung reichte.

## Wirtschaft
Die meisten Bewohner des Ortes leben vom Fremdenverkehr. So ist die Bucht ein guter Ausgangspunkt, um die zweimal jährlich stattfindenden Walwanderungen zu beobachten. In Bodega Bay siedeln sich auch gut situierte Ruheständler an, darunter eine große Zahl an Akademikern und Professoren.

## Drehort
Bodega Bay war der Drehort für verschiedene bekannte Filme:
- Die Vögel (1963); mit Ausnahme der in San Francisco gedrehten Eingangssequenz wurden die meisten Szenen und alle Außenaufnahmen in den beiden Städten Bodega und Bodega Bay gedreht.
- Die Meute – The Pack (1977); gedreht in Bodega Bay.
- The Fog – Nebel des Grauens (1980)
- Die Goonies (1985); manche Szenen wurden an der Sonoma Coast und in Bodega Bay gedreht.
- Puppet Master (1989); die ersten beiden, der vierte und der fünfte Teil spielen in Bodega Bay.
- Schlafwandler (1992); die Eröffnungsszene wurde in Bodega Bay gedreht.